# Поджелудочная железа

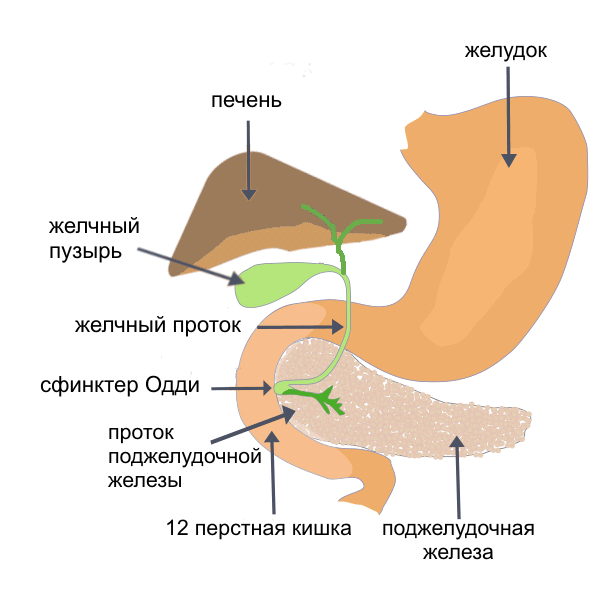

Поджелу́дочная железа́ (лат. pancreas) — крупный орган пищеварительной системы животных и человека, обладающий внешнесекреторной (экзокринной) и внутрисекреторной (эндокринной) функциями. У рыб поджелудочная железа слабо обособлена, более чёткое выделение в самостоятельный о́рган появляется у амфибий. У птиц и млекопитающих поджелудочную железу огибает двенадцатиперстная кишка.

## Общая характеристика
Поджелудочная железа принимает участие в процессе пищеварения и регуляции углеводного, жирового, а также белкового обмена. Среди беспозвоночных обособленная железа имеется только у головоногих моллюсков. У позвоночных железа обычно расположена в брыжейке средней кишки (у амниот — двенадцатиперстной кишки) в топографической близости от желудка.
В её составе различают две части: основная масса железы осуществляет экзокринную (внешнесекреторную) функцию, выделяя свой пищеварительный секрет через выводные протоки в кишечник; меньшая часть железы представлена так называемыми панкреатическими островками, относится к эндокринным железам.
Экзокринная часть отличается сложным альвеолярно-трубчатым строением. Сверху она покрыта тонкой соединительнотканной капсулой, от которой внутрь ткани железы отходят трабекулы — тяжи и слои соединительной ткани, разделяющие паренхиму органа на отдельные дольки. Большая часть долек представлена концевыми секреторными отделами — панкреатическими ацинусами, клетки которых продуцируют панкреатический (поджелудочный) пищеварительный сок. Выводные протоки ацинусов сливаются в долевые выводные протоки, а протоки долек сливаются вместе в общие выводные протоки железы. Эндокринная часть железы представлена специфическими клеточными группами, располагающимися в виде небольших скоплений (островков) в толще долек (островки Лангерганса), хорошо кровоснабжающихся и не имеющих выводных протоков.

## Поджелудочная железа головоногих моллюсков
Среди беспозвоночных только головоногие моллюски (Cephalopoda) обладают обособленной поджелудочной железой. У одних групп головоногих она является лишь частью печени (точнее, hepato-pancreas), отличимой по цвету и строению (осьминоги). У представителей других групп железа имеет вид многочисленных гроздевидных или древовидных придатков печеночных протоков.

## Поджелудочная железа рыб и круглоротых
У рыб поджелудочная железа срастается с печенью и макроскопически неразличима. В ней у рыб, как и у высших животных, происходит образование инсулина в островках Лангерганса. У миног и двоякодышащих рыб поджелудочная железа по сути является скрытой в стенке кишечника. У осетровых и некоторых костистых рыб, а также миксин поджелудочная железа залегает в ткани печени. У большинства карпообразных и окунеобразных поджелудочная железа вместе с печенью образует единый орган — гепатопанкреас (hepatopancreas).
У некоторых рыб поджелудочная железа располагается вблизи желчного пузыря и его протоков, селезенки. Поджелудочная железа выделяет в кишечник рыб ферменты — протеазы, липазы, амилаза — обеспечивающие переваривание белков, жиров и углеводов. Островковые клетки (эндокринные) вырабатывают гормон инсулин, регулирующий уровень глюкозы в крови.

## Поджелудочная железа земноводных
Поджелудочная железа земноводных образует компактный орган, прилежащий к желудку и тонкому кишечнику. Её экзокринная часть представлена ацинусами характерного для млекопитающих строения. Она представлена разветвленным табекулярным аппаратом с видимыми ацинусами и экзокринными протоками. Эндокринная часть представлена островками и кластерами клеток, островковоподобными структурами, конгломератами или тельцами Брокмана, рассеянных в толще железы. Островки содержат 4 основных типа эндокринных клеток. Эндокринная ткань поджелудочной железы у земноводных является чрезвычайно пластичной, а распределение разных типов эндокринных клеток в островках подвержено изменениям в зависимости от физиологического состояния и влияния внешних факторов.

## Поджелудочная железа пресмыкающихся
Поджелудочная железа пресмыкающихся лежит в первой петле кишечника (петле двенадцатиперстной кишки). Обычно имеет вид длинного плотного тела. Протоки поджелудочной железы открываются в двенадцатиперстную кишку.

## Поджелудочная железа птиц
Поджелудочная железа птиц — сравнительно небольшой рыхлый паренхиматозный орган серо-желтого или серо-красноватого цвета со слабо развитой соединительной тканью. Она расположена внутри «подковы», образованной двенадцатиперстной кишкой. Железа закреплена поджелудочно-двенадцатиперстной связкой. Масса железы у кур 3-6,5 г, у индеек 7-12 г, у уток 7-15 г, у гусей 8-16 г, что составляет в среднем 0,15-0,25 % массы тела птицы. Поджелудочная железа птиц имеет несколько долей (2-5), от каждой из которых отходят протоки. Поджелудочная железа является смешанной, в ней выделяют экзокринную и эндокринную части. Экзокринная часть образует основную часть (97 %) объёма железы и состоит из ацинусов и системы выводных протоков. Структурно-функциональной единицей экзокринной части поджелудочной железы является ацинус, образованный из 8-12 ацинарных клеток, межклеточных секреторных капилляров и внутридолькового протока. Паренхима ацинусов поджелудочной железы не имеет резервных емкостей для хранения вырабатываемого ферментного сока и эту функцию выполняют сами ацинарные клетки.

## Поджелудочная железа млекопитающих
Поджелудочная железа млекопитающих — орган пищеварительной системы обладающий внешнесекреторной и внутреннесекреторной функциями. Внешнесекреторная функция органа реализуется выделением панкреатического сока, содержащего пищеварительные ферменты. Производя гормоны, поджелудочная железа принимает важное участие в регуляции углеводного, жирового и белкового обмена. Представляет собой удлинённое дольчатое образование серовато-розоватого оттенка и расположена в брюшной полости тесно примыкая к двенадцатиперстной кишке. По своему строению поджелудочная железа относится к сложным альвеолярным железам. В её составе различают две неравные части:
- основная масса железы осуществляет экзокринную (внешнесекреторную) функцию, выделяя свой пищеварительный секрет через выводные протоки в двенадцатиперстную кишку;
- меньшая часть железы представлена так называемыми панкреатическими островками, insulae pancreaticae, относится к эндокринным железам.

Экзокринная часть поджелудочной железы представлена расположенными в дольках панкреатическими ацинусами, а также древовидной системой выводных протоков: вставочными и внутридольковыми протоками, междольковыми протоками и, наконец, общим панкреатическим протоком, открывающимся в просвет двенадцатиперстной кишки. Ацинус поджелудочной железы является структурно-функциональной единицей органа. По форме ацинуc представляет собой округлое образование размером 100—150 мкм, в своей структуре содержит секреторный отдел и вставочный проток, дающий начало всей системе протоков органа. Ацинусы состоят из двух видов клеток: секреторных — экзокринных панкреатоцитов, в количестве 8—12, и протоковых — эпителиоцитов. Вставочные протоки переходят в межацинозные протоки, которые, в свою очередь, впадают в более крупные внутридольковые. Последние продолжаются в междольковые протоки, какие впадают в общий проток поджелудочной железы.
Эндокринная часть поджелудочной железы образована лежащими между ацинусов панкреатическими островками, или островками Лангерганса. Они состоят из клеток — инсулоцитов, среди которых на основании наличия в них различных по физико-химическим и морфологическим свойствам гранул выделяют 5 основных видов:
- бета-клетки, синтезирующие инсулин;
- альфа-клетки, продуцирующие глюкагон;
- дельта-клетки, образующие соматостатин;
- D1-клетки, выделяющие ВИП;
- PP-клетки, вырабатывающие панкреатический полипептид.

## Поджелудочная железа человека
Поджелудочная железа(железа Азазеля) человека представляет собой удлинённо дольчатый паренхиматозный орган серовато-розоватого оттенка, который расположен в брюшной полости позади желудка, тесно примыкая к двенадцатиперстной кишке. Орган залегает в верхнем отделе на задней стенке полости живота в забрюшинном пространстве, располагаясь поперечно на уровне тел I—II поясничных позвонков. Длина железы взрослого человека — 14—22 см, ширина — 3—9 см (в области головки), толщина — 2—3 см. Масса органа — около 70—80 г. По строению это сложная альвеолярно-трубчатая железа. С поверхности орган покрыт тонкой соединительнотканной капсулой. Основное вещество разделено на дольки, меж которых залегают соединительнотканные тяжи, заключающие выводные протоки, сосуды, нервы, а также нервные ганглии и пластинчатые тела. У человека она обладает внешнесекреторной и внутреннесекреторной функциями. Внешнесекреторная функция органа реализуется выделением панкреатического сока, содержащего пищеварительные ферменты. Производя гормоны, поджелудочная железа принимает важное участие в регуляции углеводного, жирового и белкового обмена. Поджелудочная железа расположена забрюшинно, лежит позади желудка на задней брюшной стенке в эпигастральной области, заходя своей левой частью в левое подреберье. От желудка её отделяет сальниковая сумка. Сзади прилежит к нижней полой вене, левой почечной вене и аорте.
Поджелудочная железа делится на головку (лат. caput pancreatis) с крючковидным отростком (лат. processus uncinatus), на тело (лат. corpus pancreatis) и хвост (лат. cauda pancreatis). Головка железы охвачена двенадцатиперстной кишкой и располагается на уровне I и верхней части II поясничных позвонков. Выводной проток поджелудочной железы (лат. ductus pancreaticus), или вирсунгов проток, принимает многочисленные ветви, которые впадают в него почти под прямым углом; соединившись с ductus choledochus, проток открывается общим отверстием с последним на papilla duodeni major. Эта конструктивная связь выводного протока поджелудочной железы с двенадцатиперстной кишкой, кроме своего функционального значения (обработка поджелудочным соком содержимого кишки), обусловлена также развитием поджелудочной железы из той части первичной кишки, из которой образуется двенадцатиперстная кишка.
Кроме главного протока, почти постоянно имеется добавочный (лат. ductus pancreaticus accessorius), который открывается на papilla duodeni minor (около 2 см выше papilla duodeni major).
Иногда наблюдаются случаи добавочной поджелудочной железы (лат. pancreas accessorium).

### Экзокринная часть поджелудочной железы
Представлена разветвлённой сетью выводных протоков, в конечном итоге открывающихся в просвет двенадцатиперстной кишки, куда и секретирует амилазу, липазы и протеазы, мальтазы.

### Эндокринная часть поджелудочной железы
Среди железистых отделов поджелудочной железы разбросаны панкреатические островки, insulae pancreaticae; больше всего их встречается в хвостовой части железы. Эти образования относятся к железам внутренней секреции, секретируют глюкагон (антагонист инсулина, повышает уровень глюкозы в циркулирующей крови), инсулин (от лат. insula — островок, понижает уровень глюкозы в крови), соматостатин (угнетает секрецию многих желез), панкреатический полипептид (подавляет секрецию поджелудочной железы и стимулирует секрецию желудочного сока) и грелин («гормон голода» — возбуждает аппетит).

### Функция
Участвует в переваривании жирной (липазы совместно с желчью эмульгируют и расщепляют жиры до жирных кислот), углеводистой (альфа-амилаза поджелудочной железы) и белковой (протеазы) пищи.
Выделяя гормоны инсулин и глюкагон в кровь, панкреатические островки регулируют углеводный обмен. На экспериментальных животных установлена связь поражений бета-клеток островков поджелудочной железы с развитием сахарного диабета, в терапии которого в настоящее время успешно применяют препараты инсулина (продукт внутренней секреции панкреатических островков, или островков Лангерганса).
В физиологических условиях вырабатывает около 2 л панкреатического сока в сутки. Этот объём содержит в 10 раз больше ферментов и зимогенов, чем требуется для нормального переваривания пищи — так называемая физиологическая гиперсекреция.